# Hugo Nys
Hugo Nys (* 16. Februar 1991 in Évian-les-Bains) ist ein französisch-monegassischer Tennisspieler.

## Karriere
Hugo Nys spielt hauptsächlich auf der ATP Challenger Tour und der ITF Future Tour.
Er konnte bislang fünf Einzel- und 17 Doppeltitel auf der ITF Future Tour feiern. Auf der ATP Challenger Tour gewann er im Jahr 2013 das Doppelturnier von Mouilleron-le-Captif.

## Erfolge
| Legende (Anzahl der Siege)      |
| Grand Slam                      |
| ATP World Tour Finals           |
| ATP World Tour Masters 1000 (1) |
| ATP World Tour 500 (1)          |
| ATP World Tour 250 (5)          |
| ATP Challenger Tour (11)        |

| ATP-Titel nach Belag |
| Hartplatz (4)        |
| Sand (3)             |
| Rasen (0)            |

### Doppel

#### Turniersiege

##### ATP Tour
| Nr. | Datum              | Turnier   | Belag         | Partner        | Finalgegner                         | Ergebnis          |
| --- | ------------------ | --------- | ------------- | -------------- | ----------------------------------- | ----------------- |
| 1.  | 4. August 2019     | Los Cabos | Hartplatz     | Romain Arneodo | Dominic Inglot Austin Krajicek      | 7:5, 5:7, [16:14] |
| 2.  | 2. Mai 2021        | Estoril   | Sand          | Tim Pütz       | Luke Bambridge Dominic Inglot       | 7:5, 3:6, [10:3]  |
| 3.  | 23. Mai 2021       | Lyon      | Sand          | Tim Pütz       | Pierre-Hugues Herbert Nicolas Mahut | 6:4, 5:7, [10:8]  |
| 4.  | 25. September 2022 | Metz (1)  | Hartplatz (i) | Jan Zieliński  | Lloyd Glasspool Harri Heliövaara    | 7:65, 6:4         |
| 5.  | 21. Mai 2023       | Rom       | Sand          | Jan Zieliński  | Robin Haase Botic van de Zandschulp | 7:5, 6:1          |
| 6.  | 11. November 2023  | Metz (2)  | Hartplatz (i) | Jan Zieliński  | Constantin Frantzen Hendrik Jebens  | 6:4, 6:4          |
| 7.  | 2. März 2024       | Acapulco  | Hartplatz     | Jan Zieliński  | Santiago González Neal Skupski      | 6:3, 6:2          |

##### ATP Challenger Tour
| Nr. | Datum              | Turnier              | Belag         | Partner           | Finalgegner                           | Ergebnis          |
| --- | ------------------ | -------------------- | ------------- | ----------------- | ------------------------------------- | ----------------- |
| 1.  | 20. Oktober 2013   | Mouilleron-le-Captif | Hartplatz (i) | Fabrice Martin    | Henri Kontinen Adrián Menéndez        | 3:6, 6:3, [10:8]  |
| 2.  | 26. August 2017    | Manerbio             | Sand          | Romain Arneodo    | Michail Jelgin Roman Jebavý           | 4:6, 7:63, [10:5] |
| 3.  | 5. Januar 2018     | Nouméa               | Hartplatz     | Tim Pütz          | Alejandro González Jaume Munar        | 6:2, 6:2          |
| 4.  | 24. März 2018      | Lille (1)            | Hartplatz (i) | Tim Pütz          | Jeevan Nedunchezhiyan Purav Raja      | 7:63, 1:6, [10:7] |
| 5.  | 12. Januar 2019    | Canberra II          | Hartplatz     | Marcelo Demoliner | André Göransson Sem Verbeek           | 3:6, 6:4, [10:3]  |
| 6.  | 3. Februar 2019    | Quimper              | Hartplatz (i) | Fabrice Martin    | David Pel Antonio Šančić              | 6:4, 6:2          |
| 7.  | 24. März 2019      | Lille (2)            | Hartplatz (i) | Romain Arneodo    | Jonathan Erlich Fabrice Martin        | 7:5, 5:7, [10:8]  |
| 8.  | 29. September 2019 | Orléans              | Hartplatz (i) | Romain Arneodo    | Hans Podlipnik-Castillo Sam Weissborn | 6:75, 6:3, [10:1] |
| 9.  | 12. September 2020 | Aix-en-Provence      | Sand          | Andrés Molteni    | Ariel Behar Gonzalo Escobar           | 6:4, 7:64         |
| 10. | 20. Februar 2021   | Biella               | Hartplatz (i) | Tim Pütz          | Lloyd Glasspool Harri Heliövaara      | 7:64, 6:3         |
| 11. | 12. März 2022      | Roseto degli Abruzzi | Sand          | Jan Zieliński     | Roman Jebavý Philipp Oswald           | 7:62, 4:6, [10:3] |

#### Finalteilnahmen
| Nr. | Datum              | Turnier         | Belag         | Partner                | Finalgegner                              | Ergebnis           |
| --- | ------------------ | --------------- | ------------- | ---------------------- | ---------------------------------------- | ------------------ |
| 1.  | 11. Februar 2018   | Montpellier     | Hartplatz (i) | Ben McLachlan          | Ken Skupski Neal Skupski                 | 6:72, 4:6          |
| 2.  | 26. September 2021 | Metz            | Hartplatz (i) | Arthur Rinderknech     | Hubert Hurkacz Jan Zieliński             | 5:7, 3:6           |
| 3.  | 31. Oktober 2021   | St. Petersburg  | Hartplatz (i) | Andrei Golubew         | Jamie Murray Bruno Soares                | 3:6, 4:6           |
| 4.  | 27. August 2022    | Winston-Salem   | Hartplatz     | Jan Zieliński          | Matthew Ebden Jamie Murray               | 4:6, 2:6           |
| 5.  | 28. Januar 2023    | Australian Open | Hartplatz     | Jan Zieliński          | Rinky Hijikata Jason Kubler              | 4:6, 6:74          |
| 6.  | 29. Oktober 2023   | Basel           | Hartplatz (i) | Jan Zieliński          | Santiago González Édouard Roger-Vasselin | 7:68, 6:73, [1:10] |
| 7.  | 21. April 2024     | Barcelona       | Sand          | Jan Zieliński          | Máximo González Andrés Molteni           | 6:4, 4:6, [9:11]   |
| 8.  | 6. April 2025      | Marrakesch      | Sand          | Édouard Roger-Vasselin | Petr Nouza Patrik Rikl                   | 3:6, 4:6           |
| 9.  | 27. Juli 2025      | Washington      | Hartplatz     | Édouard Roger-Vasselin | Simone Bolelli Andrea Vavassori          | 3:6, 4:6           |

## Abschneiden bei Grand-Slam-Turnieren

### Doppel
| Turnier         | 2014 | 2015 | 2016 | 2017 | 2018 | 2019 | 2020 | 2021 | 2022 | 2023 | 2024 | 2025 | Karriere |
| --------------- | ---- | ---- | ---- | ---- | ---- | ---- | ---- | ---- | ---- | ---- | ---- | ---- | -------- |
| Australian Open | —    | —    | —    | —    | 2    | 1    | AF   | 1    | 1    | F    | VF   | VF   | F        |
| French Open     | 1    | —    | —    | 1    | 2    | —    | 2    | VF   | AF   | 2    | AF   | HF   | HF       |
| Wimbledon       | —    | —    | —    | AF   | 1    | 2    |      | 1    | 2    | AF   | 1    | VF   | VF       |
| US Open         | —    | —    | —    | —    | 1    | 1    | —    | 2    | VF   | VF   | 2    |      | VF       |